# Тиндфьядлайёкюдль
Тиндфьядлайёкюдль или Тиндфьядлайёкудль (исл. Tindfjallajökull) — горный ледник в Исландии, находится в юго-западной части Исландского плато, на территории региона Сюдюрланд, в 12 км северо-западнее четвёртого по величине ледника Исландии Мирдальсйёкюдля.
Площадь ледника составляет 19 км², длина и ширина — ≈ 5 км. Ледник покрывает кальдеру, и частично склоны, одноимённого стратовулкана, сложенного из композиции базальтовой и риолитовой пород.
Ледник Тиндфьядлайёкюдль несколько рек, включая Гильсау (на юге), Тоуроульфссау (на юго-западе) и Эйстри-Раунгау (на севере).